# Anna T. Nilsson
Anna Alida Theresia Nilsson, född 27 april 1869 i Södra Säms församling, Älvsborgs län, död 11 december 1947 i Malmö Sankt Petri församling, Malmöhus län, var en svensk teckningslärare, rösträttskvinna och fredsaktivist. 
Hon var teckningslärare i Malmö och engagerad i rösträtts- och fredsrörelsen. Under 1930-talet, efter sin pension, reste hon runt i Europa för att sprida sin skrift Fredsrörelsens A B C: Data och fakta. Den översattes till ett tiotal språk.

## Biografi
Anna T. Nilsson föddes på Toarp Säteri i Södra Säm, Västergötland. Hon var fjärde barnet i en syskonskara om fem barn. Fadern Hans Petter Nilsson var förläggare av textil hemindustri. När han dog 1885 trädde en förmyndare in. Modern Albertina Juliana gifte om sig med en släkting. Anna T. Nilsson reste vid 16 års ålder år 1886 till Stockholm för att börja på Högre konstindustriella skolan (HKS, nuvarande Konstfack). Den tre år yngre systern Ada Nilsson gick redan på Lyceum i Stockholm. Systrarna var först inackorderade hos en moster, men bodde sedan ihop i en bostad som Anna T. Nilsson stod för.
År 1890 avlade hon examen som teckningslärare. Hon arbetade i två år som underlärare på Tekniska yrkesskolan i Stockholm och tog samtidigt välskrivningsexamen. Flyttlasset gick sedan till Malmö där hon i åtta år var anställd som teckningslärare på Tekniska afton- och söndagsskolan. År 1900 vände hon åter till huvudstaden för ett halvår som mönsterritare och därefter ett läsår som teckningslärare i Strängnäs. Malmö lockade, och från 1902 delade Nilsson sin tid mellan Fröknarna Bunths skola för flickor och Malmö realskola för pojkar. Efter 1910 till sin pension 1929 hade hon enbart tjänst på Malmö realskola. Under 1920-talet bodde hon dessutom under skolans takåsar i en stor lägenhet.
I Malmö var Nilsson aktiv i olika föreningar för kvinnors rösträtt, bildning och rättigheter. Hon var en flitig styrelsemedlem i Skåneförbundet för kvinnans politiska rösträtt, Malmö Damsällskap, Malmö kvinnliga övningsklubb, Malmökretsen för Fredrika-Bremer-Förbundet, Malmö Kvinnliga Klubb- och Läsesällskap och Malmö Frisinnade Kvinnoklubb, för att nämna några exempel. En artikel i Rösträtt för kvinnor 1918 berättade om hennes engagemang. Första kammaren hade fällt frågan om rösträtt och cirka 5 000 kvinnor och män hade samlats till ett offentligt protestmöte i Slottsparken. Förhandlingar hölls på Malmö realskola där de möttes av ”[…] Skåneförbundets outtröttliga sekreterare, fröken Anna Nilsson, i hennes eget rike, läroverkets teckningssal.”
Ett särskilt intresse var uppförandet av ett Kvinnornas hus, Årsta, på Baltiska utställningen 1914 i Malmö. Nilsson föreslog först Fredrika-Bremer-Förbundet i staden att en broschyr skulle framställas för att visa kvinnornas medverkan inom olika områden i samhället. Via en medlem i förbundet, en manlig arkitekt, växte projektet till att bygga ett Kvinnornas hus, en kopia av Fredrika Bremers Årsta slott, på utställningsområdet. Lokalt ansåg kvinnoföreningarna att de inte hade resurser nog för ett sådant projekt, men Nilsson reste till förbundet i Stockholm med idén. Själv arbetade hon sedan i en lokal kommitté. När Baltiska utställningen öppnade i maj 1914 stod Kvinnornas hus, Årsta, på plats på området. Rummen fylldes med information om kvinnors bidrag i samhället, både socialt och yrkesmässigt, och utgjorde en manifestation för kravet på kvinnlig rösträtt.
Efter första världskriget ägnade sig Nilsson hängivet åt den kvinnliga fredsrörelsen. När Internationella Kvinnoförbundet för Fred och Frihet (IKFF) bildades 1919, valdes hon in i centralstyrelsen, som en av fem representanter för landsbygden. Hon tog också initiativ till ett Kvinnornas fredsförbund i Malmö. Mobiliserande möten hölls i form av tebjudningar i hennes lägenhet på skolan. Tillsammans med Matilda Widegren bildade Nilsson och deltagare från Norge och Danmark Nordiska lärares fredsförbund i Malmö 1923. Vidare firade hon årligen på sin skola en Skolornas fredsdag, en idé som hon spred vidare till Skolornas fredsförening. Eftersom Nilsson tyckte det fanns ett behov av en skrift om fredsrörelsen och dess verksamhet skrev hon 1924 häftet Data och fakta rörande fredsrörelsen. Kvinnornas Fredsförbund ombildades till en IKFF-krets i Malmö och ett Skånedistrikt grundades. Förbundet höll en nationell upplysningskurs 1929 där flera externa gäster deltog. Landshövdingen och stadsfullmäktiges ordförande i Malmö bidrog med resurser. En del av gästerna var inkvarterade mellan kartställningar och skynken i skrivsalen på vinden bredvid Nilssons lägenhet på Malmö realskola.
På hösten 1929 reste den nyblivna pensionären Nilsson ut i Europa med tåg eller autobuss för att ta sig kors och tvärs mellan länder. Besök gjordes i Finland, de baltiska staterna, länderna på kontinenten och Medelhavet, samt Turkiet och Nordafrika. Genève var en återkommande mittpunkt för resan med huvudsätena för Nationernas förbund och Women’s International League of Peace and Freedom (WILPF). Hennes syften var fredsupplysning, att sprida och låta översätta sitt häfte, som på engelska hette ABC of the Peace Movement. Dates and Facts, till olika språk och att mobilisera kvinnor för det internationella fredsarbetet i WILPF. Upplagor av fredsskriften kom ut på svenska, esperanto, engelska, franska, estniska, finska, serbiska, tyska, polska och en förkortad på arabiska, sammanlagt 20 600 exemplar på 10 språk. Hon drygade ut sin pension genom att stanna länge på platser där det var billigt att leva och kostnader för tryckning var låga, och vistas kortare tid på dyra orter för att ändå kunna besöka sevärdheter och konstmuseum.
Nilsson var inspirerad av mellankrigstidens krav på revideringar av läroböcker i historieämnet för att inkludera fredsfrämjande insatser. Från 1934 samlade hon in exempel på vad det stod om fredsarbete i danska, norska, finska och franska läromedel. Syftet var att jämföra historieböcker för gymnasiet från olika länder. Positiva avsnitt översattes och visades för läroboksförfattare. Hon besökte tolv huvudstäders undervisningsdepartement och ställde två frågor: Finns något liknande i er lärobok? Om inte, kunde de då lova att inkludera det i nästa upplaga? I varje land letade hon upp en aktuell lärobok och fick hjälp av kontakter för att få svar på den första frågan. Två vidtalade privatpersoner följde upp de löften som gavs.
Efter resan gjorde Dagens Nyheter en intervju med Nilsson. Den översattes till tyska och sändes till alla hon talat med i de tolv städerna. I denna redovisades att i stort sett hade alla varit positiva till idén, att Österrike redan hade ett sådant avsnitt, och att man från tysk sida inte hade velat offentliggöra om svaret var ja eller nej.
Under andra världskriget rekonstruerade Nilsson Kvinnornas fredsförbunds verksamhet i Malmö under åren 1919–1929 i blåa skrivböcker, som idag finns på Malmö Stadsarkiv. Hennes bok Tio lyckliga år. På resa i fredsarbetets tjänst kom ut 1945. Nilsson var en ihärdig initiativtagare när det gällde fredsarbete. Hon utbildade sig, försörjde sig genom en långvarig anställning, skapade nätverk och kontakter. Hon hade tillgång till ett boende, en arbetsplats som hon kunde använda för fredsarbete och en pension att resa och leva på. Med dessa resurser agerade hon på en lokal och en europeisk-internationell arena för att förverkliga sina drömmar.
Anna T. Nilsson avled 1947 och ligger begravd tillsammans med sina systrar på Södra Säms kyrkogård i Västergötland.